# Sü-chuej
Městský obvod Sü-chuej (čínsky v českém přepisu Sü-chuej čchü, pchin-jinem Xúhuì Qū, znaky zjednodušené 徐汇区, tradiční 徐匯區) je jeden z městských obvodů v Šanghaji, jednom z největších měst Čínské lidové republiky. Má rozlohu přibližně 55 čtverečních kilometrů a k roku 2003 měl oficiálně přibližně 886 tisíc obyvatel.

## Dějiny
Do roku se obvod jmenoval čínsky v českém přepisu Sü-ťia-chuej čchü, pchin-jinem Xujiahui Qu, znaky 徐家汇区, tedy doslova „obvod rodiny Sü“.

## Poloha

Sü-chuej na plánku správního členění Šanghaje

Sü-chuej leží na jižním okraji historického jádra Šanghaje. Na východě hraničí přes řeku Chuang-pchu-ťiang s obvodem Pchu-tung, na jihu a na jihozápadě s obvodem Min-chang, na severozápadě s obvodem Čchang-ning a na severovýchodě s obvodem Chuang-pchu.